# Hannam-dong
Hannam-dong è un dong (quartiere) del distretto di Yongsan, Seul, Corea del Sud.
Inizialmente non incluso nel distretto di Yongsan, durante la colonizzazione giapponese era un piccolo borgo chiamato "villaggio del fiume Han" nella cittadina di Hanji, contea di Goyang, vicino al fiume Han.
Sito dall'altra parte del fiume rispetto al distretto di Gangnam, vi risiedono molte celebrità e dirigenti in tre note aree residenziali: UN Village, The Hill e Richensia Apartments. L'area circostante, nonostante la popolarità, non ha sperimentato l'affollamento comune in altre parti di Seul. Incominciando dagli anni 2010, la zona è diventata un luogo di ritrovo in voga con caffetterie boutique, ristoranti e bar.
Hannam-dong ha un'ampia concentrazione di residenti stranieri, in particolare dirigenti d'azienda e diplomatici, oltre ai familiari dei soldati statunitensi di stanza in Corea.

## Attrazioni
- Museo Leeum Samsung[8]

## Educazione
- Scuola elementare di Seul Hannam[9]
- Scuola internazionale tedesca di Seul[10]

La scuola francese di Seul ha avuto la propria sede ad Hannam-dong prima di trasferirsi al villaggio Seorae di Banpo-dong, distretto di Seocho, nel 1985.

## Trasporti
- Stazione di Hangangjin, linea 6 della metropolitana di Seul
- Stazione di Hannam della linea Gyeongui-Jungang